# Aristolochia griffithii
Aristolochia griffithii là một loài thực vật có hoa trong họ Aristolochiaceae. Loài này được Hook.f. & Thomson ex Duch. mô tả khoa học đầu tiên năm 1864.